# Moschatarosor
Moschatarosor (Rosa Moschata-gruppen) är en grupp av rosor. Gruppen omfattar mer eller mindre komplexa hybrider med myskrosen (Rosa moschata). Inkluderar lambertianarosorna och Rosa ×dupontii Déségl. 
Sorterna är vanligen buskrosor, men klättrande sorter förekommer.

## Sorter
'Aebleblomst'
'Andenken an Alma de l'Aigle'
'Ballerina'
'Bonn'
'Buff Beauty'
'Cornelia'
'Danaë'
'Daybreak'
'Dupontii'
'Erfurt'
'Eva'
'Felicia'
'Francesca'
'Ghislaine de Féligonde'
'Graham Thomas Old Musk'
'Heideröslein'
'Heinrich Conrad Söth'
'Lavender Lassie'
'Menja'
'Moonlight'
'Mozart'
'Moschata Grandiflora'
'Nastarana' (Rosa moschata var. nastarana H. Christ, 1888, Rosa pissardii Carrière, 1880)
'Nur Mahal'
'Paul's Himalayan Musk Rambler'
'Pax'
'Penelope'
'Pink Prosperity'
'Princesse de Nassau'
'Prosperity'
'Queen of the Musks'
'Red Ballerina'
'Robin Hood'
'The Garland'
'Thisbe'
'Trier'
'Vanity'
'Wilhelm'
'Will Scarlet'

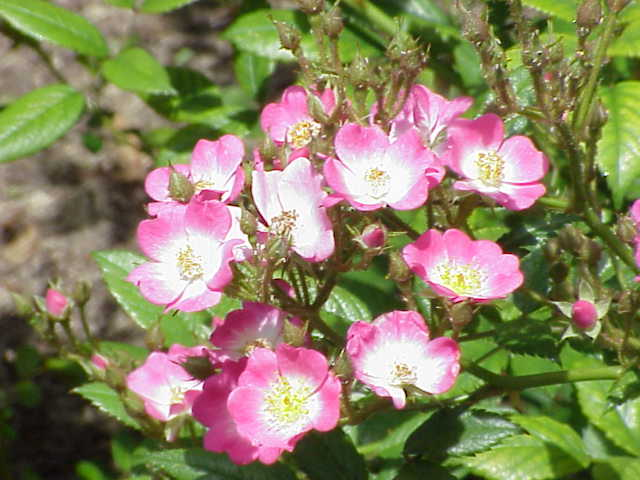
'Ballerina' (Bentall 1937)
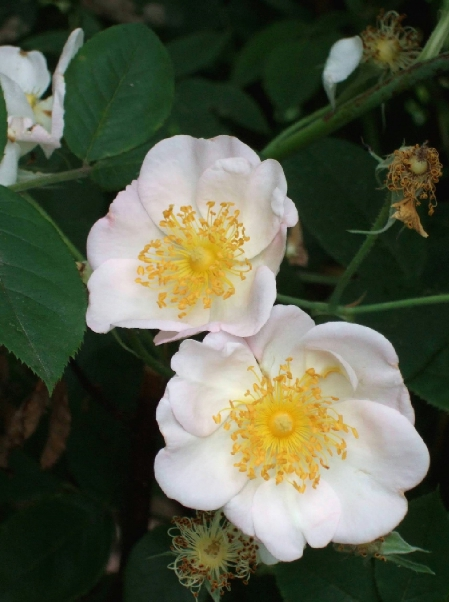
'Dupontii' (okänd 1817)
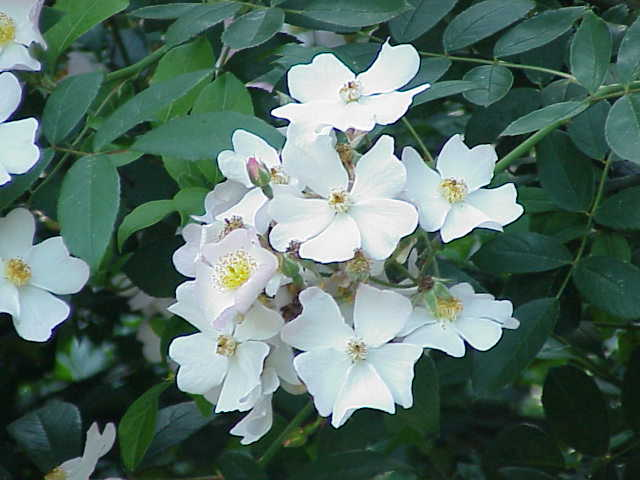
'Francis E. Lester' (Lester Rose Gardens 1946)
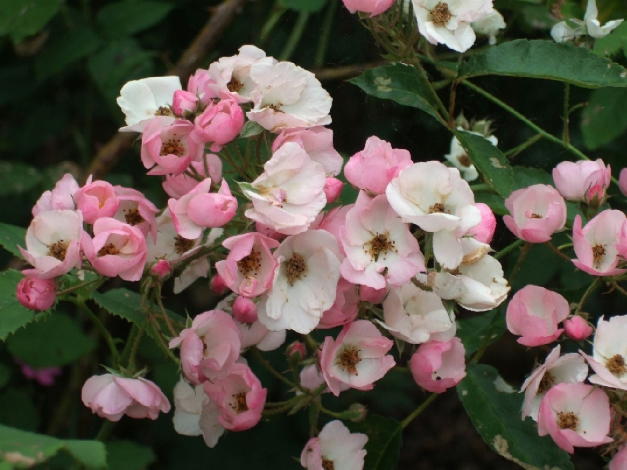
'Menja' (Petersen 1960)
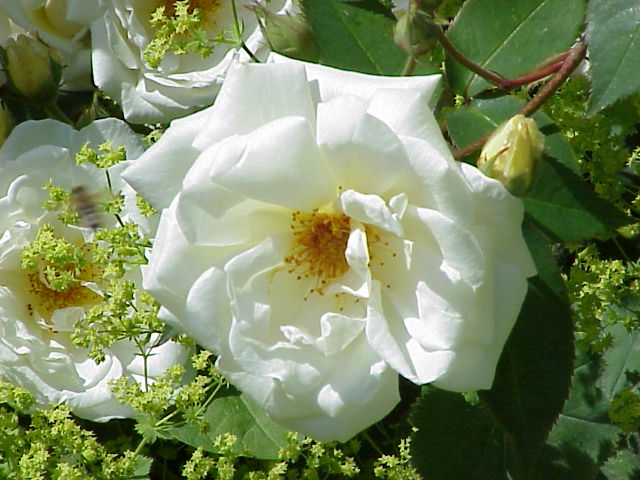
'Pax' (Pemberton, 1918)